# Jim McWithey
Jim McWithey (Grammer, Indiana, 4 juli 1927 - Gainesville, Georgia, 1 februari 2009) was een Amerikaans autocoureur welke ook in de Formule 1 reed. Hij reed de Indianapolis 500 in 1959 en 1960, waarin hij geen punten scoorde.